# 苏兹达尔区
苏兹达尔区（俄语：Суздальский район）是俄罗斯联邦弗拉基米尔州下辖的一个区，其行政中心为苏兹达尔。据2016年统计，该区的人口为43759人。